# Bactrurus angulus
Bactrurus angulus är en kräftdjursart som beskrevs av Stefan Koenemann och John R. Holsinger 200. Bactrurus angulus ingår i släktet Bactrurus och familjen Crangonyctidae. Inga underarter finns listade i Catalogue of Life.